# Пирагир
Пирагир (азерб. Pirəyir) — село в Кюрджувинском административно-территориальном округе Агдашского района Азербайджана.

## Этимология
Прежнее название — Пирагиркишлак. Впоследствии переименовано, в связи с образованием на территории кишлака полноценного населенного пункта.
Название значит «священное место».

## История
Село Пирагир в 1913 году согласно административно-территориальному делению Елизаветпольской губернии относилось к Учковахскому сельскому обществу Арешского уезда.
В 1926 году согласно административно-территориальному делению Азербайджанской ССР село относилось к дайре Ляки Геокчайского уезда.
После реформы административного деления и упразднения уездов в 1929 году был образован Карадаглинский сельсовет в Агдашском районе Азербайджанской ССР.
Согласно административному делению 1961 года село Пирагир входило в Карадаглинский сельсовет Агдашского района Азербайджанской ССР, но уже к 1977 году село переподчинено к Машадскому сельсовету.
В 1999 году в Азербайджане была проведена административная реформа и внутри Машадского административно-территориального округа был учрежден Машадский муниципалитет Агдашского района, куда и вошло село. 5 марта 2013 года указом Президента Азербайджана село Машад упразднено, его территория переподчинена городу Агдаш, а Машадский муниципалитет и Машадский АТО переименованы в Кюрджувинский муниципалитет и Кюрджувинский административно-территориальный округ.

## География
Пирагир расположен на берегу реки Турианчай.
Село находится в 6 км от центра муниципалитета Кюрджува, в 6 км от райцентра Агдаш и в 243 км от Баку. Ближайшая железнодорожная станция — Ляки.
Село находится на высоте 28 метров над уровнем моря.

## Население
| Численность населения | Численность населения | Численность населения |
| 1886                  | 1985                  | 2009                  |
| --------------------- | --------------------- | --------------------- |
| 153                   | ↗390                  | ↗557                  |

В 1886 году в селе проживало 153 человека, все — азербайджанцы, по вероисповеданию — мусульмане-сунниты.
Население преимущественно занимается сельским хозяйством.

## Климат
| Показатель                                             | Янв. | Фев. | Март | Апр. | Май  | Июнь | Июль | Авг. | Сен. | Окт. | Нояб. | Дек. | Год  |
| ------------------------------------------------------ | ---- | ---- | ---- | ---- | ---- | ---- | ---- | ---- | ---- | ---- | ----- | ---- | ---- |
| Средний суточный максимум, °C                          | 7,0  | 8,3  | 12,6 | 20,6 | 25,6 | 29,9 | 33,5 | 32,4 | 28,1 | 21,2 | 14,3  | 9,2  | 20,2 |
| Средняя температура, °C                                | 3,0  | 4,2  | 8    | 14,8 | 19,7 | 24,0 | 27,2 | 26,2 | 22,3 | 16,1 | 10,1  | 5,2  | 15,1 |
| Средний суточный минимум, °C                           | −0,9 | 0,2  | 3,6  | 9,0  | 13,8 | 18,1 | 21   | 20   | 16,5 | 11,0 | 6,0   | 1,2  | 9,9  |
| Норма осадков, мм                                      | 24   | 28   | 32   | 41   | 55   | 42   | 22   | 25   | 26   | 54   | 32    | 26   | 407  |
| Источник: http://en.climate-data.org/location/992259/6 |      |      |      |      |      |      |      |      |      |      |       |      |      |

Среднегодовая температура воздуха в селе составляет +15,1 °C. В селе семиаридный климат.

## Инфраструктура
В селе расположены средняя школа, библиотека, медицинский пункт и мечеть.